# Trogloguignotus
Trogloguignotus is een geslacht van kevers uit de familie  waterroofkevers (Dytiscidae).
Het geslacht is voor het eerst wetenschappelijk beschreven in 1958 door Sanfilippo.

## Soorten
Het geslacht omvat de volgende soort:
- Trogloguignotus concii Sanfilippo, 1958